# Janez Veider
Janez Veider, slovenski rimskokatoliški duhovnik in umetnostni zgodovinar, * 28. maj 1896, Mengeš, † 15. maj 1964, Ljubljana.

## Življenje in delo
Rojen je bil v Mengšu, kajžarjema Izidorju Veiderju in Mariji Kreč. Veiderjevi so bili tirolskega rodu. Obiskoval je gimnazijo v Kranju, teologijo je študiral v Briksnu in Ljubljani. Novomašnik je postal 21. julija 1921. Kot kaplan je služboval od 1922 do 1926 na Vrhniki, od 1927 do 1930 v Škofji Loki. V letu 1930 je upravljal župnijo Kočevske Poljane, od 1931 do 1936 je bil kaplan v Stari Loki. Leta 1936 je postal ekspozit v Lukovici. Od tu so ga leta 1941 pregnali Nemci. Odšel je v Ljubljano študirat umetnostno zgodovino. Med tem časom je bil spiritualni vodja ljubljanskih uršulink. Leta 1945 je diplomiral, leto kasneje je doktoriral z disertacijo Stara ljubljanska stolnica (izšla 1947). Na Teološki fakulteti je med 1945 in 1949 predaval krščansko umetnost. Nato je bil obsojen na šest let zapora in leta 1955 prišel iz zapora. To leto je postal upravitelj župnije Stara Loka.
Leta 1963 se je preselil v Peče, a je že leto pozneje umrl v Ljubljani.
Bil je navdušen zbiralec umetnin, starin in knjig. Spisal je več publikacij iz umetnostne zgodovine.